# Округа департамента Гар

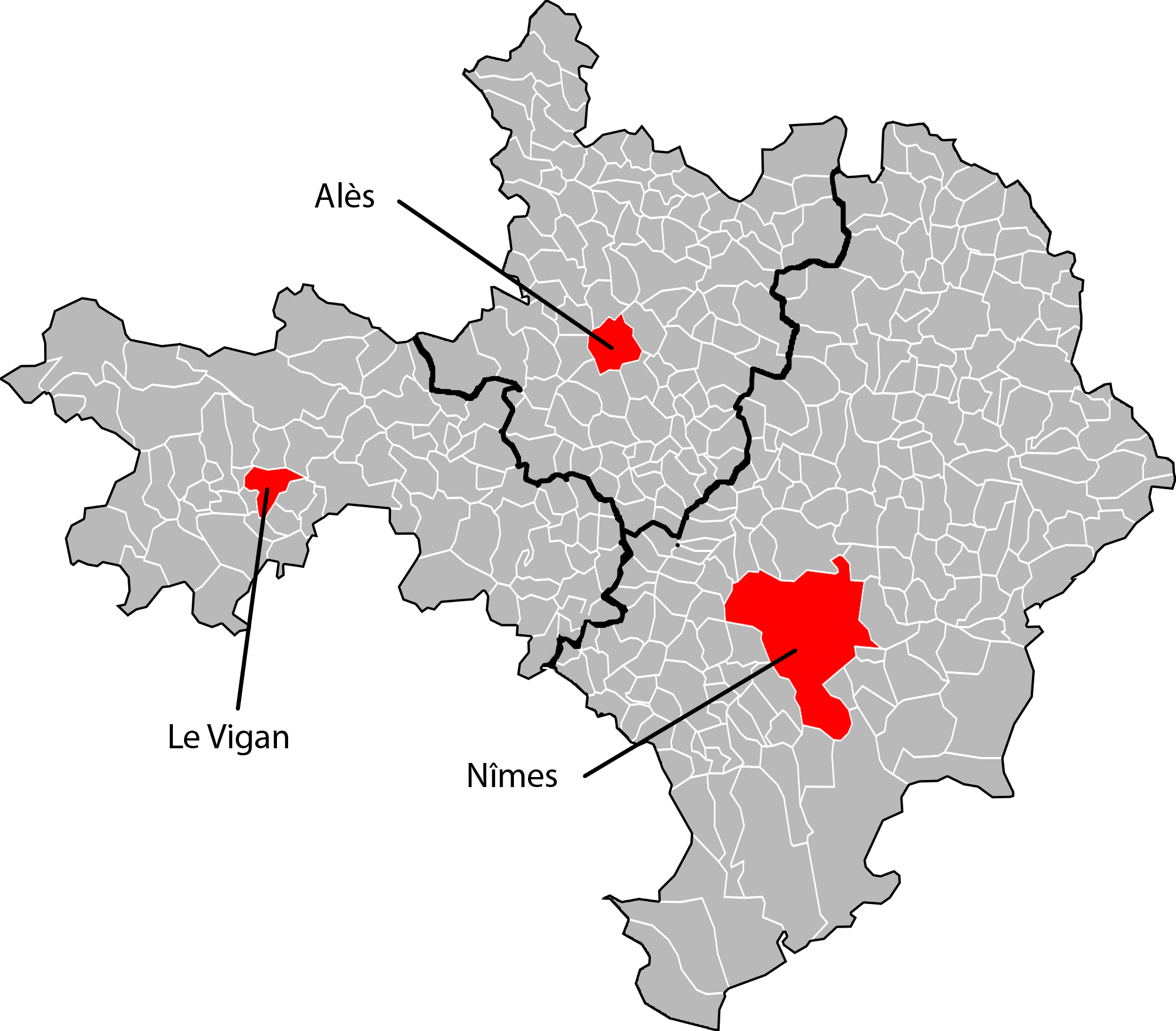
Округа департамента Гар и их центры.

Во французский департамент Гар входят округа:
- Ним (Nîmes)
- Алес (Alès)
- Ле Виган (Le Vigan)

## История
Округа были образованы после французской революции.
- 1790: департамент создан в составе восьми районов: Alais , Beaucaire , Nimes , Pont-Saint-Esprit , Saint-Hippolyte , Sommieres , Uzès , Le Vigan[1]
- 1800: созданы округа: Алаис, Ле Виган, Ним, Uzès
- 1926: Uzès ликвидирован; Алаис переименован в Алес.[2][3]